# AGM-69 SRAM
El Boeing AGM-69 SRAM (Misil de Ataque de Corto Alcance, en inglés: Short-Range Attack Missile) fue un misil aire-tierra nuclear. Tenía un alcance de hasta 110 millas náuticas (200 km; 130 millas) y estaba destinado a permitir que los bombarderos estratégicos de la Fuerza Aérea de los Estados Unidos penetraran el espacio aéreo soviético neutralizando las defensas antimisiles tierra-aire.
El SRAM fue diseñado para reemplazar el antiguo misil AGM-28 Hound Dog, al que se le asignó la misma función básica. El Hound Dog era un misil muy grande que solo podía ser transportado en pares por el B-52, por lo que algunos aviones tenían la tarea de suprimir los sitios de radar y misiles soviéticos, mientras que otros continuarían atacando sus objetivos estratégicos. El SRAM era mucho más pequeño que se podían transportar varios junto con otras armas, lo que permitía a un solo avión abrir una ruta nuclear hasta sus objetivos.
El SRAM entró en servicio en 1972 y fue transportado por varios aviones, incluidos el B-52, el FB-111A y el B-1B. En septiembre de 1980, un incendio en tierra generó preocupaciones sobre la seguridad de la ojiva, y en 1990 fueron retiradas temporalmente del servicio mientras se llevaban a cabo comprobaciones de seguridad. Estos revelaron que varios motores de cohetes del misil habían desarrollado grietas que podrían haber provocado que explotaran cuando se lanzaron.
La SRAM fue retirada del servicio en 1993. El arma iba a ser reemplazada por la AGM-131 SRAM II y la nueva ojiva W89, pero el programa fue cancelado al final de la Guerra Fría.